# Geta (schoeisel)

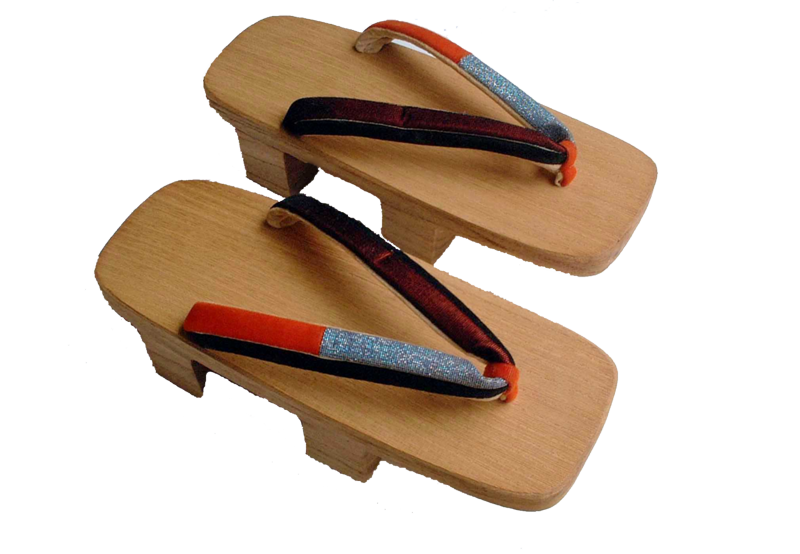
Geta

Geta zijn Japanse slippers van hout. Ze worden meestal gedragen bij traditionele kleding zoals de kimono.
Ze hebben een platte, houten basis met maximaal drie (meestal twee) 'tanden'. Ze worden met een stoffen riempje aan de voet vastgehouden, zodat de voet boven de grond blijft. De schoenzolen zijn verhoogd. Er staan vier 'blokjes' onder die voorkomen dat de voeten vuil worden. Ze worden niet binnenshuis gedragen.  
Het vroegst bekende paar geta werd opgegraven in een neolithische archeologische vindplaats nabij Ningbo, Zhejiang, China, en dateert uit de Liangzhu-cultuur (3400-2250 v.Chr.). Deze geta verschilden in constructie van moderne geta, met vijf of zes gaten in plaats van de moderne drie. Het gebruik en de populariteit van houten klompen in China is vastgelegd in andere bronnen die dateren van tussen de lente- en herfstperiode (771-476 v.Chr.) tot de Qin-dynastie (221-206 v.Chr.) en Han dynastie (202 v.Chr.-220 n.Chr.). Geta-stijl schoenen werden in Zuid-China gedragen, waarschijnlijk tot ergens tussen de Ming-(1368-1644) en Qing-dynastieën (1636/1644-1912), toen ze werden vervangen door andere soorten schoeisel.  
Het is waarschijnlijk dat geta afkomstig is uit Zuid-China en later naar Japan is geëxporteerd. Voorbeelden van Japanse geta die dateren uit het laatste deel van de Heian-periode (794-1185) werden in 2004 in Aomori gevonden tijdens een opgraving langs de rechteroever van de Shinjo-rivier.
In Europa kende men in de middeleeuwen een equivalent onder de noemer ‘trippen,’ die in de middeleeuwen onder schoenen gedragen werden om ze te beschermen tegen vuil op straat. Deze houten loopplankjes stonden ook op vrij hoge richels maar hadden een kap van leder.